# سيكو سيسي
سيكو سيسي (بالفرنسية: Sekou Cissé)‏ (مواليد 23 مايو 1985 في دابو) لاعب كرة قدم عاجي دولي يجيد اللعب في خط الهجوم . يلعب لصالح نادي فيينورد الهولندي منذ 2009 .

## روابط خارجية
- سيكو سيسي على موقع الاتحاد الدولي (مؤرشف)  (الإنجليزية)
- سيكو سيسي على موقع إي إس بي إن إف سي (الإنجليزية)
- سيكو سيسي على موقع قاعدة بيانات كرة القدم.إي يو (الإنجليزية)
- سيكو سيسي على موقع ناشيونال فوتبول تيمز (الإنجليزية)
- سيكو سيسي على موقع Soccerway.com (الإنجليزية)
- سيكو سيسي على موقع عالم كرة القدم.نت (الإنجليزية)
- سيكو سيسي على موقع كووورة
- سيكو سيسي على موقع أوليمبيديا (الإنجليزية)
- سيكو سيسي على موقع AS.com (الإسبانية)